# А (кана)
あ в хирагане и ア в катакане — символы японской каны, используемые для записи ровно одной моры. В современном японском языке находится на первом месте в слоговой азбуке, перед い.

## Происхождение
Знак あ появился в результате упрощённого написания кандзи 安, а ア произошёл от кандзи 阿.

## Фонетика и транскрипция
あ и ア соответствуют звуку /a/ в Международном фонетическом алфавите. В системе Поливанова соответствуют кириллическому «а», поэтому при транскрибировании японских слов на русский язык あ и ア записываются как «а».
あ, кроме непосредственного произношения и написания как «а», также может удлинять звучание предыдущего слога, оканчивающегося на «а» или «я», например, おばあさん (оба: сан, бабушка). При транскрибировании японских слов на русский язык это оформляется либо с помощью макрона (например, а̄), либо двоеточием (например, а:).

## Написание
|  |  |

Знак хираганы «あ» записывается с помощью трёх черт:
1. сначала верхняя горизонтальная черта пишется слева направо;
2. потом вертикальная черта, проходящая по центру, пишется сверху вниз;
3. последняя черта записывается в нижней части по аналогии с «の».

Знак катаканы «ア» записывается с помощью двух черт:
1. в верхней черте сначала слева направо пишется горизонтальная линия, потом вниз и влево пишется линия примерно в 2 раза короче предыдущей и под углом чуть менее 45 градусов к ней;
2. вторая черта начинается точно в том же месте, что и закончилась предыдущая, её изогнутая линия идёт вниз и влево.

## Коды символов вкодировках
- Юникод:
  - あ: U+3042,
  - ア: U+30A2.